# おしゃべり怪談
『おしゃべり怪談 』（おしゃべりかいだん）は、藤野千夜の小説集。1998年9月、講談社より刊行された。講談社文庫版も刊行されている。
表題作、「おしゃべり怪談」にて、第20回野間文芸新人賞を受賞。

## 収録作品
- BJ
- おしゃべり怪談
- 女生徒の友
- ラブリープラネット

| スタブアイコン | サブスタブ | この項目は、まだ閲覧者の調べものの参照としては役立たない、文学に関連した書きかけの項目です。この項目を加筆・訂正などしてくださる協力者を求めています（P:文学、PJ:ライトノベル）。項目が小説家・作家の場合には{Writer-substub}を、文学作品以外の本・雑誌の場合には{Book-substub}を貼り付けてください。 |